# مهرجان البن
مهرجان البُنْ هو مهرجان سياحي يقام في محافظة الداير بني مالك شرق منطقة جازان الواقعة جنوب غربي السعودية، وهو يختص بشكل أساسي بعرض محاصيل نبات البُن، التي تنبت في معظم أراضي القطاع الجبلي من المنطقة، بالإضافة إلى المناطق المجاورة وأبرزها عسير والباحة. يشتمل المهرجان على معرض خاص بالبُن بالإضافة إلى فعاليات ثقافية وشعبية وترفيهية وتسوّق.

## نبذة
يهدف المهرجان إلى إحياء زراعة البن في مرتفعات المنطقة الجنوبية من السعودية، والتعريف بأهمية أشجار ومحصول البن. يقوم فيه المزارعون بعرض ما لديهم من أنواع محاصيل خاصة بالبن، وأبرز تلك الأنواع البن الخولاني، وقد بلغ عدد المزارعين المشاركين في النسخة الثانية للمهرجان الذي أقيم سنة 2014 حوالي 200 مزارع. وقد ساهم المهرجان في عودة المزارعين إلى الاهتمام بزراعة البُن، كما ساهم أيضاً بافتتاح فرع لوزارة الزراعة بمحافظة الدائر وترسية عقد لغرس 300,000 شتلة بُن وهي تتوزع بين محافظتي فيفاء والعيدابي، بالإضافة إلى 300,000 شتلة في محافظة الداير.
ويذكر أن محافظات الدائر وهروب والعارضة، فيفا والعيدابي والريث تحتوي على أكثر من 77 ألف شجرة بن، ويبلغ عدد المزارعين الممتهنين لزراعة البن فيها 724 مزارع، كما وصل إنتاج البن من هذه المحافظات للعام 2017 إلى 227 طن.